# Чиршкасинское сельское поселение
Чиршкаси́нское се́льское поселе́ние (чув. Чăрăшкасси ял тăрăхĕ) — муниципальное образование в составе Чебоксарского района Чувашской Республики. Административный центр — деревня Чиршкасы.
Главой поселения является Павлов Виталий Яковлевич.

## История
В 2006 году две сельские администрации: Туруновская и Чиршкасинская были объединены и образовано Чиршкасинское сельское поселение.
Чиршкасинское сельское поселение расположено на юге Чебоксарского муниципального района и удален от районного центра на 37,5 км.
Граничит с Янышским, Кшаушским и Ишакским сельским поселениями. Площадь, занимаемая Чиршкасинского сельским поселением, составляет 6584,38 га.
На территории Чиршкасинского сельского поселения расположены населенные пункты, сельхозпредприятия, учреждения образования и здравоохранения.

## Населенные пункты
- Туруново
- Анаткас-Туруново
- Вурманкас-Туруново
- Кочак-Туруново
- Ишлейкасы
- Лапракосы
- Лебедеры
- Тимой
- Тойдеряки
- Хыймалакасы
- Хыршкасы
- Чалымкасы
- Чиршкасы
- Шинер-Туруново
- Шоркасы
- Эндимиркасы

Организации
- СХПК «Искра»
- СХПК «Туруновский»

Основная продукция сельхозпредприятий: продукция животноводства (молоко, свинина, говядина), продукция растениеводства (зерно, картофель, свекла, морковь, капуста)
Имеются 13 фермерских хозяйств.
На территории поселения осуществляют свою деятельность образовательные учреждения:
- МОУ «Чиршкасинская СОШ»
- МОУ «Туруновская ООШ»
- МДОУ «Чиршкасинский детский сад Теремок».

Также в 2006 и 2007 годах открыты 2 модельные библиотеки: Хыймалакасинская сельская библиотека и Анаткас-Туруновская сельская библиотека, где имеется доступ к Интернету. Культурную деятельность ведет Чиршкасинский СДК и Вурманкас-Туруновский СК.
В системе здравоохранения функционирует 4 лечебно-профилактических учреждений:
- Вурманкас-Туруновский ФАП;
- Чиршкасинский ФАП;
- Шоркасинский ФП;
- Эндимиркасинский ФП.

В сфере торговли имеются 4 магазина.
- Анаткас-Туруновский магазин Ишлейского райпо
- Вурманкас Туруновский магазин Ишлейского райпо;
- Эндимиркасинский магазин Ишлейского райпо;
- Чиршкасинский магазин Ишлейского райпо;

На территории сельского поселения расположены Вурманкас-Туруновская электроподстанция северной электрической сети.
В деревне Вурманкас-Туруново имеется почтовое отделение связи Туруново Кугесьского почтамта УФПС ЧР-филиала ФГУП «Почта России».
Предприятие торговли и услуг
• 3 магазина Кугеського РПО
• 4 магазина индивидуальных предпринимателей